# Hundred Million Dollar Look
Der Hundred Million Dollar Look war ein Designkonzept des amerikanischen Autoherstellers Chrysler in den Jahren 1955 und 1956. Er entstand unter Federführung von Virgil Exner.

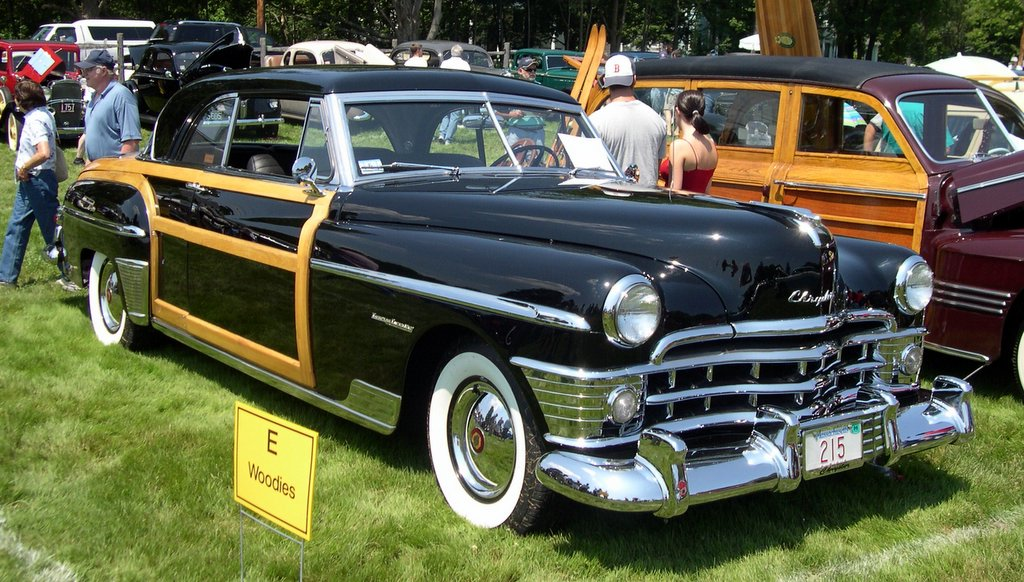
1950 Chrysler New Yorker Town and Country, vor dem Hundred Million Dollar Look

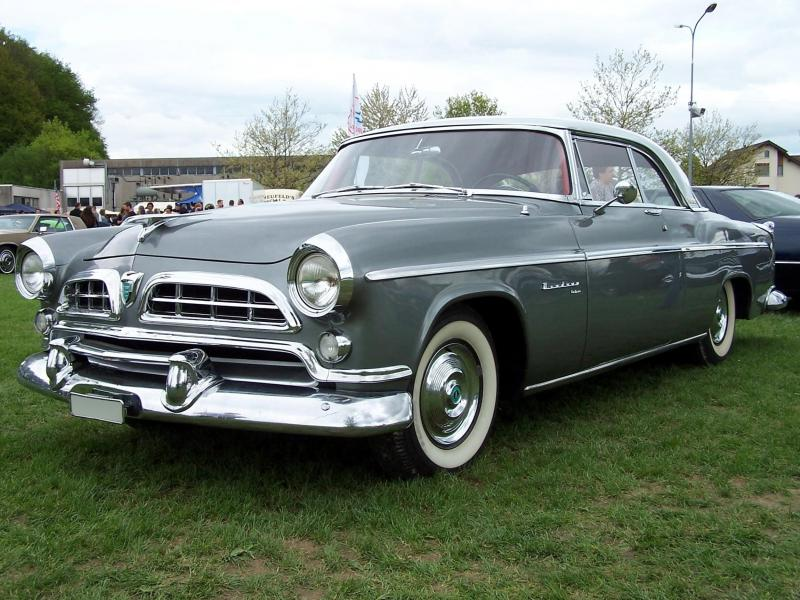
...und danach (Windsor Newport, 1955)

## Geschichte
Im Jahre 1934 führte Chrysler den Airflow ein. Dieser brach mit dem bis dahin üblichen Design im Automobilbau. Der Chrysler-Ingenieur Carl Breer hatte Interesse an der Aerodynamik und so entwickelte er im Windkanal die Form eines Autos, das das erste US-amerikanische Großserienfahrzeug im Stromliniendesign wurde. Der Airflow entwickelte sich allerdings zum kommerziellen Misserfolg.
Nach dem Airflow-Desaster entwickelte Chrysler in den 1940er Jahren eine konservative Designsprache. Modelle wie der Windsor waren hochbordig und sehr konservativ gestaltet.
Im Jahre 1949 wechselte der Designer Virgil Exner von Studebaker zu Chrysler. Im Jahre 1954 wurden in einer großangelegten Kampagne die Modelle des Modelljahres 1955 als „Hundred Million Dollar Look“ angepriesen. Chrysler hatte 100 Millionen Dollar investiert, um seiner Produktpalette ein neues Styling zu verpassen. Chrysler gab das hochbordige Design zugunsten einer niedrigeren Gürtellinie, eines längeren Radstand und größeren Fensterflächen auf. Der Hundred Million Dollar Look wurde in den Jahren 1955 und 1956 beibehalten und schließlich durch den Forward Look ersetzt.

## Kritik
Der Designwissenschaftler Paolo Tumminelli ordnet den Hundred Million Dollar Look der New Line zu. Erstmals wurde die Gürtellinie des Fahrzeugs betont, aus technischen Gründen wurden aber die unmodernen Rundscheinwerfer nicht aufgegeben.

## Galerie

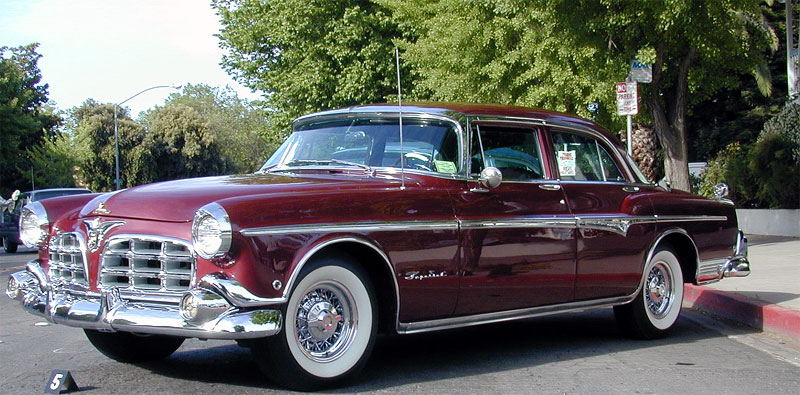
Imperial von 1955
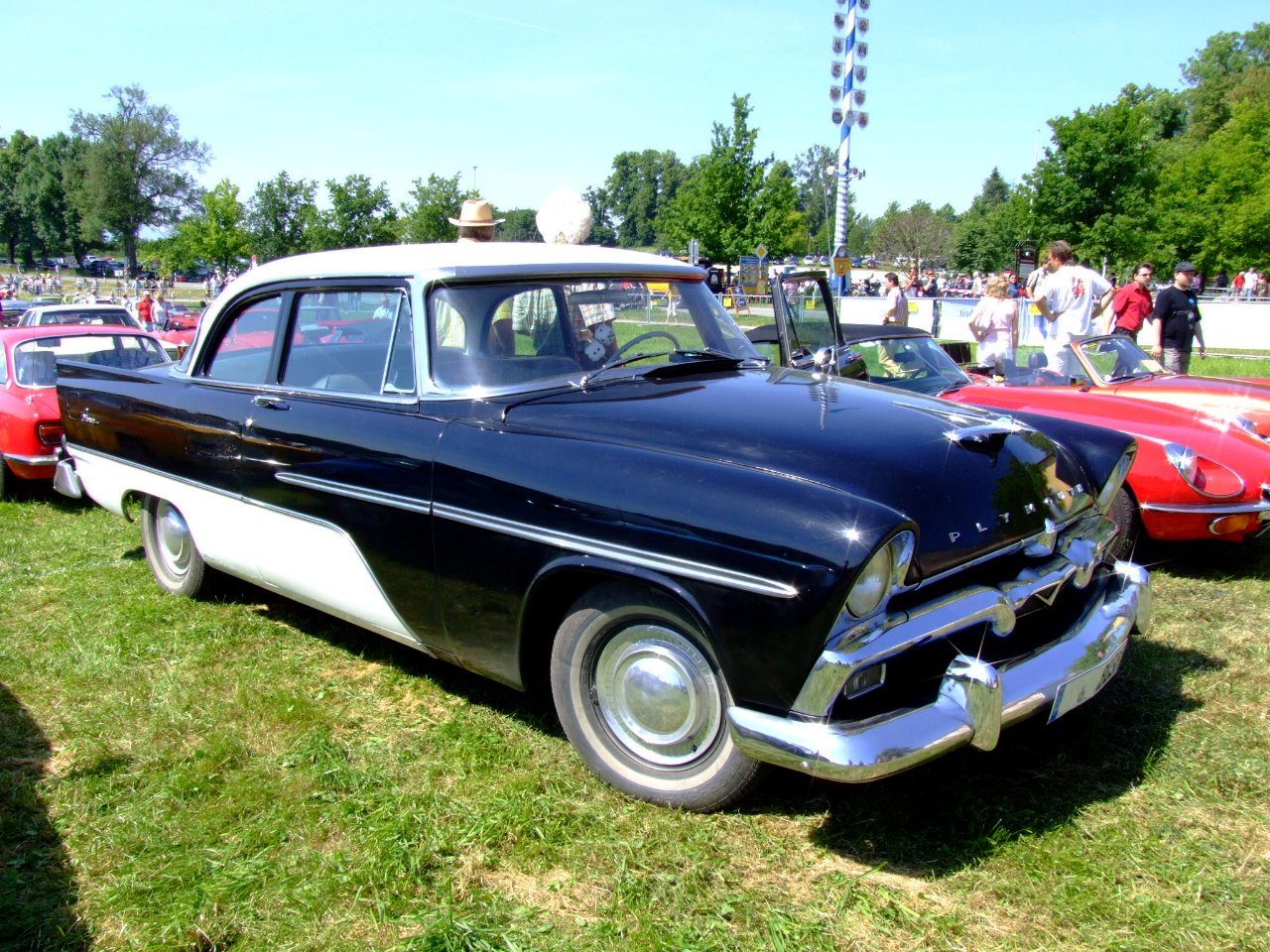
Plymouth Savoy (1956)
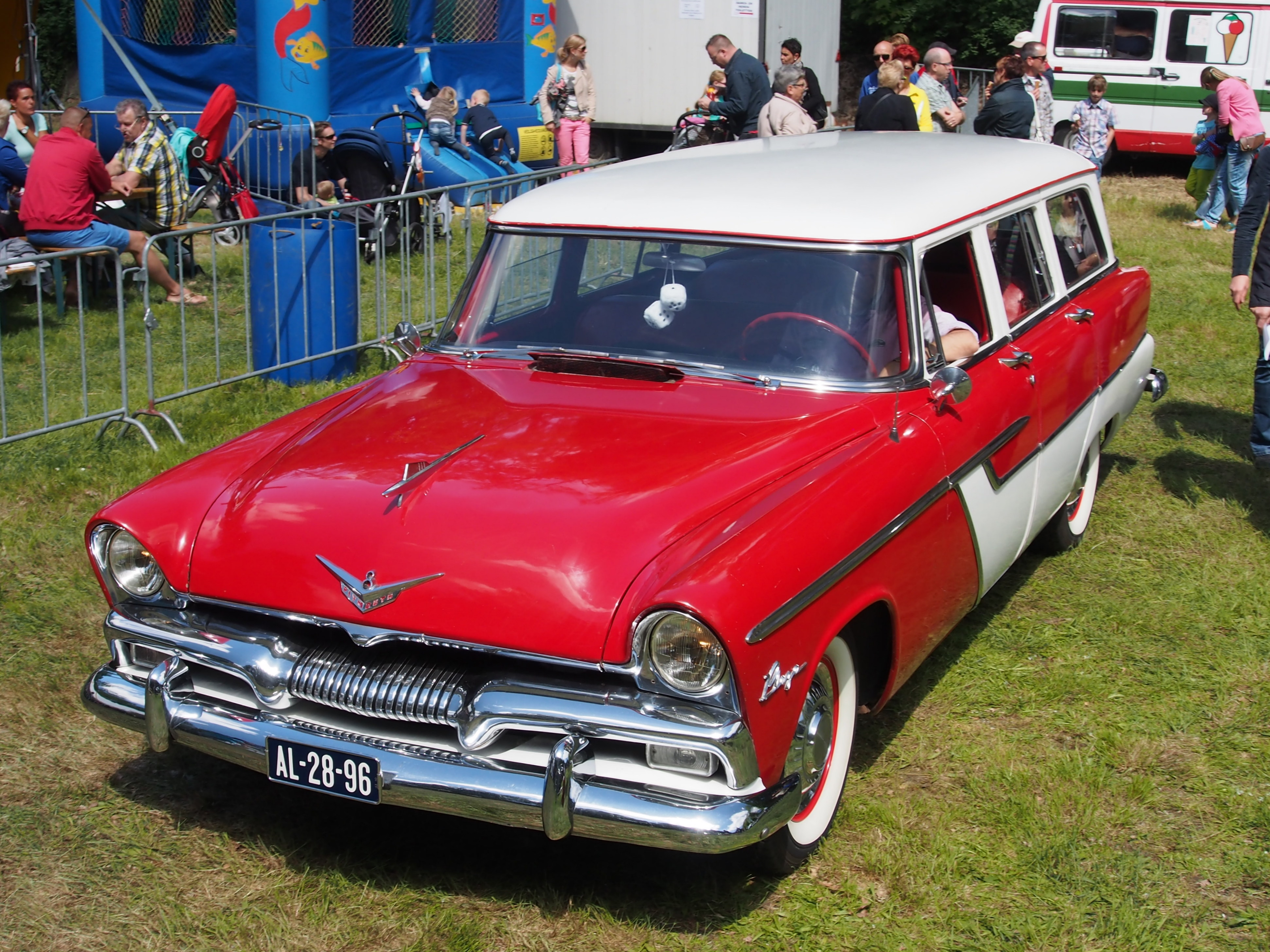
Plymouth Plaza (1955)
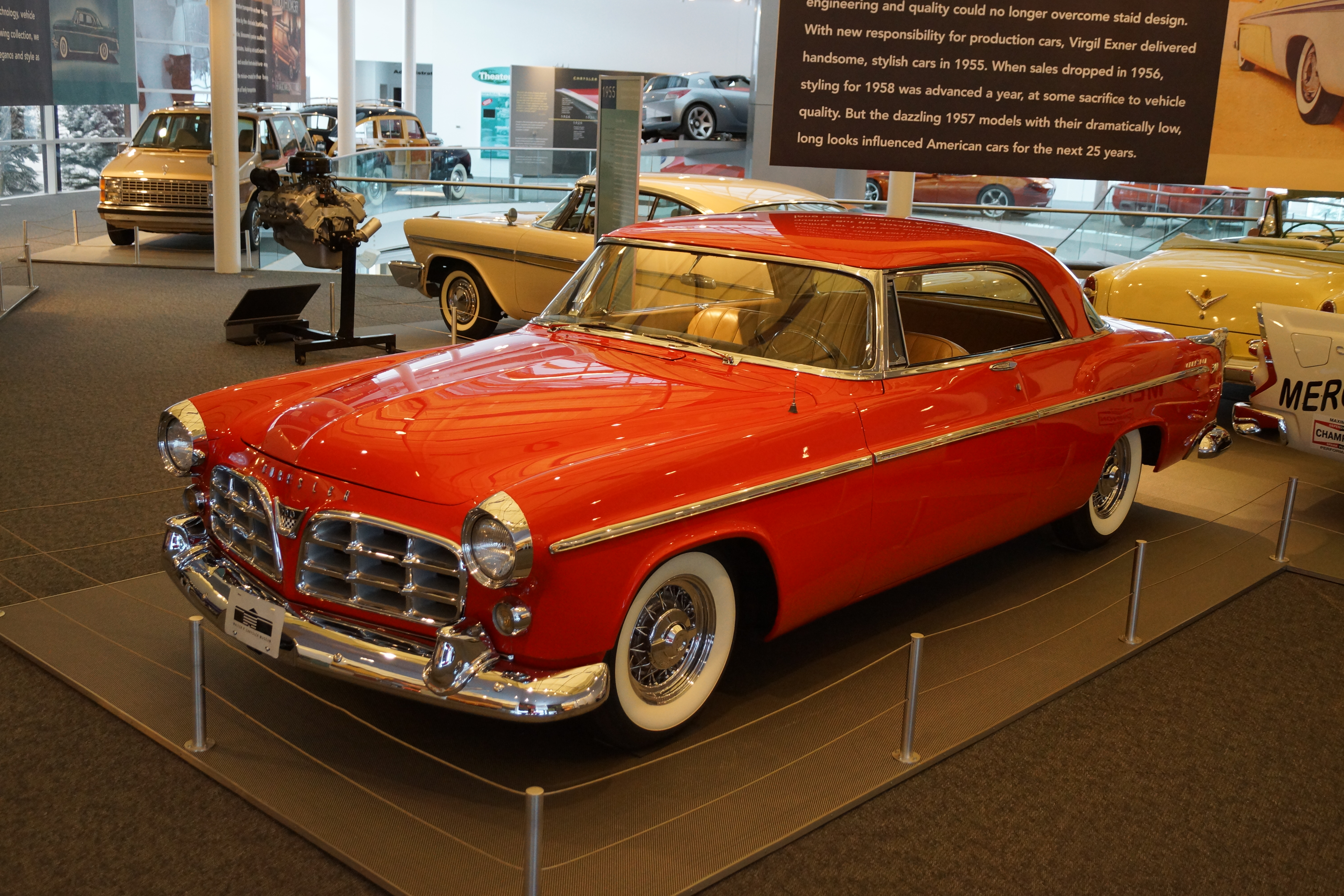
Chrysler C 300 von 1955
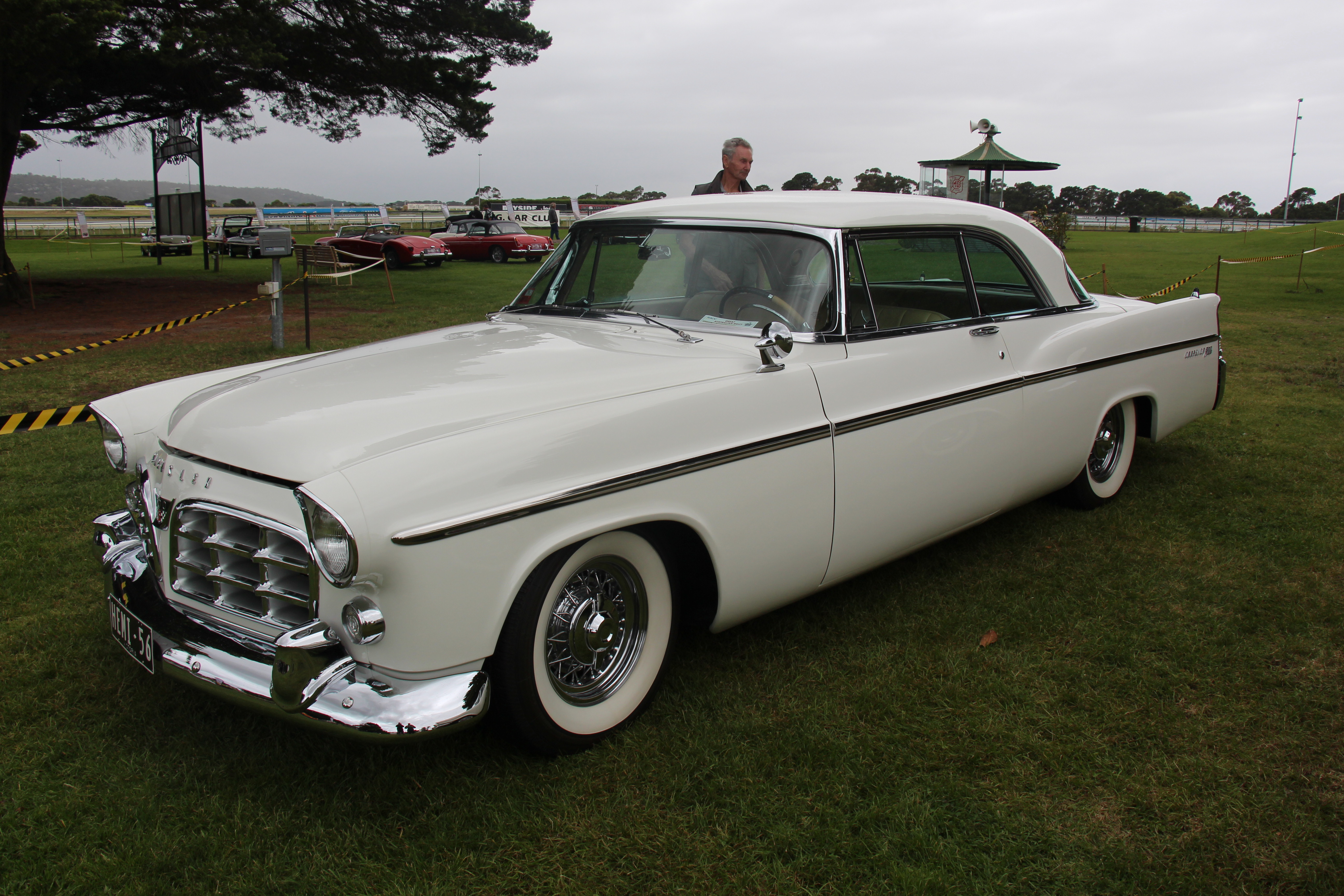
Chrysler 300 B von 1956